# Yoon San-ha
Yoon San-ha (em coreano: 윤산하; Hanja: 尹產賀; Seul, 21 de março de 2000) mais conhecido como Sanha (em coreano: 산하) é um cantor, ator e modelo sul-coreano sob o selo Fantagio. Ele é membro do  boy band sul-coreana Astro e foi membro de sua subunidade Moonbin & Sanha até 2023.

## Início da vida
Yoon San-ha nasceu em 21 de março de 2000. Ele se formou na Hanlim Multi Art School em 2019.
Ele é o mais novo de sua família. Sanha tem 2 irmãos mais velhos: Jun-ha e Je-ha.

## Carreira

### 2013–15: Início da carreira
Yoon foi aceito como trainee do Fantagio iTeen em 16 de dezembro de 2012. Ele foi o terceiro trainee a ser oficialmente apresentado com o Fantagio iTeen Photo Test Cut.
Em agosto de 2015, Yoon juntamente com os outros membros de seu grupo participaram do web-drama To Be Continued.

### 2016–presente: Estreia com Astro, atividades solo
Yoon estreou como parte do grupo de seis membros Astro em 23 de fevereiro de 2016, com o mini-álbum Spring Up.
Em julho de 2018, foi escolhido como apresentador do talk show voltado para adolescentes - Yogobara. Ele apresentou ao lado de Umji do Gfriend.
Em julho de 2019, Yoon e MJ foram confirmados como os MCs do talk show de variedades da tvn D, Blanket Kick at Night.
Em 4 de março de 2020, Yoon foi anunciado como o novo apresentador do Show Champion junto com seu companheiro de banda Moonbin e Kangmin do Verivery.
Em 14 de agosto de 2020, a Fantagio confirmou que Yoon e Moon Bin formariam a primeira subunidade do Astro, chamada Moonbin & Sanha. Em 14 de setembro de 2020, eles lançaram sua primeira peça estendida chamada In-Out, com a faixa-título "Bad Idea". Eles receberam sua primeira vitória no programa "The Show" da SBS MTV, marcando sua primeira vitória como uma subunidade e a terceira como Astro.
Em 16 de setembro de 2021, Fantagio confirmou que Yoon estrelará um web drama intitulado Your Playlist ao lado de Sumin do DreamNote. O web drama estreou em 15 de outubro de 2021.
Em 19 de novembro de 2021, foi revelado que Yoon foi escalado para a produção sul-coreana do musical de sucesso Off-Broadway Altar Boyz. Yoon fará o papel de Abraham e estrelará ao lado de Y e Joochan da Golden Child, Baekho da NU'EST e Taeyang da SF9.
Em 2022, Yoon se juntou ao drama da KBS, Crazy Love, que foi seu primeiro drama terrestre.
Em 30 de dezembro de 2022, a Fantagio divulgou um comunicado oficial e afirmou que Yoon havia decidido renovar seu contrato com a agência.

## Discografia
| Título                                                                                    | Ano            | Posições de gráfico de pico | Vendas         | Álbum                    |                |
| Título                                                                                    | Ano            | KOR                         | Vendas         | Álbum                    |                |
| As lead artist                                                                            | As lead artist | As lead artist              | As lead artist | As lead artist           | As lead artist |
| ----------------------------------------------------------------------------------------- | -------------- | --------------------------- | -------------- | ------------------------ | -------------- |
| "24 Hours" (24시간)                                                                       | 2022           | —                           | —              | Drive to the Starry Road |                |
| "Wish" (바람)                                                                             | 2023           | —                           | —              | INCENSE                  |                |
| Collaborations                                                                            |                |                             |                |                          |                |
| "Because I’m a Fool" (with Bily Acoustie)                                                 | 2018           | —                           | —              | FM2018_12Hz              |                |
| Soundtrack appearances                                                                    |                |                             |                |                          |                |
| "One More Chance" (com Chanmi (AOA))                                                      | 2019           | —                           | —              | Love Formula 11M OST     |                |
| "Break"                                                                                   | 2020           | —                           | —              | Kkindae OST              |                |
| "—" denota lançamentos que não entraram nas paradas ou não foram lançados naquela região. |                |                             |                |                          |                |

### Crédito da composição
Todos os créditos estão listados na Korea Music Copyright Association, salvo indicação em contrário.
| Ano  | Título                    | Artista | Álbum                              | Letrista | Compositor |
| ---- | ------------------------- | ------- | ---------------------------------- | -------- | ---------- |
| 2017 | You and Me (Thanks Aroha) | Astro   | Winter Dream                       | Yes      | Não        |
| 2018 | By Your Side              | Astro   | Rise Up                            | Yes      | Não        |
| 2018 | Merry Go Round            | Astro   | Merry-Go-Round (Christmas Edition) | Yes      | Não        |
| 2019 | Merry Go Round            | Astro   | All Light                          | Yes      | Não        |
| 2021 | My Zone                   | Astro   | Switch On                          | Não      | Yes        |

## Filmografia

### Séries de televisão
| Ano  | Título     | Papel     | Ref.   |
| ---- | ---------- | --------- | ------ |
| 2022 | Crazy Love | Lee Su-ho | [ 10 ] |

### Websérie
| Ano       | Título           | Papel       | Ref.          |
| --------- | ---------------- | ----------- | ------------- |
| 2015      | To Be Continued  | Ele mesmo   | [ 17 ]        |
| 2019      | Soul Plate       | Angel Mirel |               |
| 2019–2020 | Love Formula 11M | Tae Oh      |               |
| 2021      | Your Playlist    | Big Daddy   | [ 18 ] [ 19 ] |

### Programas de televisão
| Ano       | Título                      | Papel            | Notas                  | Ref.   |
| --------- | --------------------------- | ---------------- | ---------------------- | ------ |
| 2018      | King of Mask Singer         | Concorrente      |                        |        |
| 2018      | Yogobara                    | MC               | com Umji da Gfriend    |        |
| 2019      | Law of the Jungle - Mianmar | Membro do elenco |                        |        |
| 2020–2022 | Show Champion               | Anfitrião        | com Moon Bin e Kangmin | [ 20 ] |

### Programas na web
| Ano  | Título    | Papel     | Notas                             | Ref.   |
| ---- | --------- | --------- | --------------------------------- | ------ |
| 2021 | Insa Oppa | Elenco    |                                   | [ 21 ] |
| 2022 | Challenge | Anfitrião | TikTok Stage On Air; com Moon Bin | [ 22 ] |

## Teatro
| Ano       | Título     | Papel   | Ref.  |
| --------- | ---------- | ------- | ----- |
| 2021–2022 | Altar Boyz | Abraham | [ 9 ] |